# 納拉伊夫卡 (埃米利奇涅區)
50°48′16″N 27°54′8″E / 50.80444°N 27.90222°E
納拉伊夫卡（烏克蘭語：Нараївка），是烏克蘭北部的村莊，隸屬日托米爾州的茲維亞赫爾區。該村面積1.57平方公里，海拔高度206米，2001年人口310，人口密度每平方公里197.2人。